# Seweryn Nowakowski
Seweryn Nowakowski (ur. 8 stycznia 1894 w Piotrkowie Trybunalskim, zm. prawd. 1940) – polski polityk samorządowy, były komisarz rządowy Białegostoku i były prezydent Białegostoku.

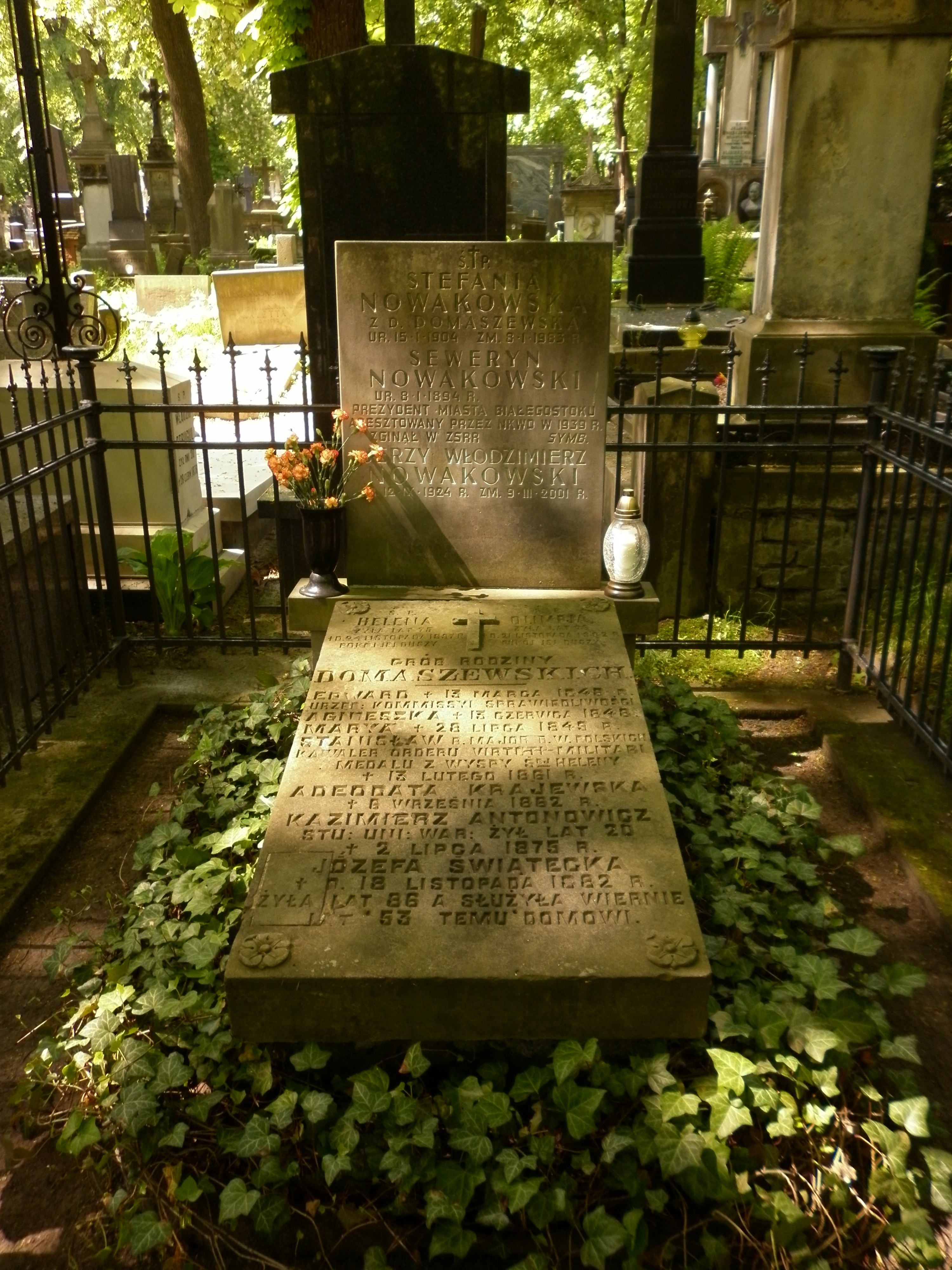
Symboliczny grób Seweryna Nowakowskiego na cmentarzu Powązkowskim

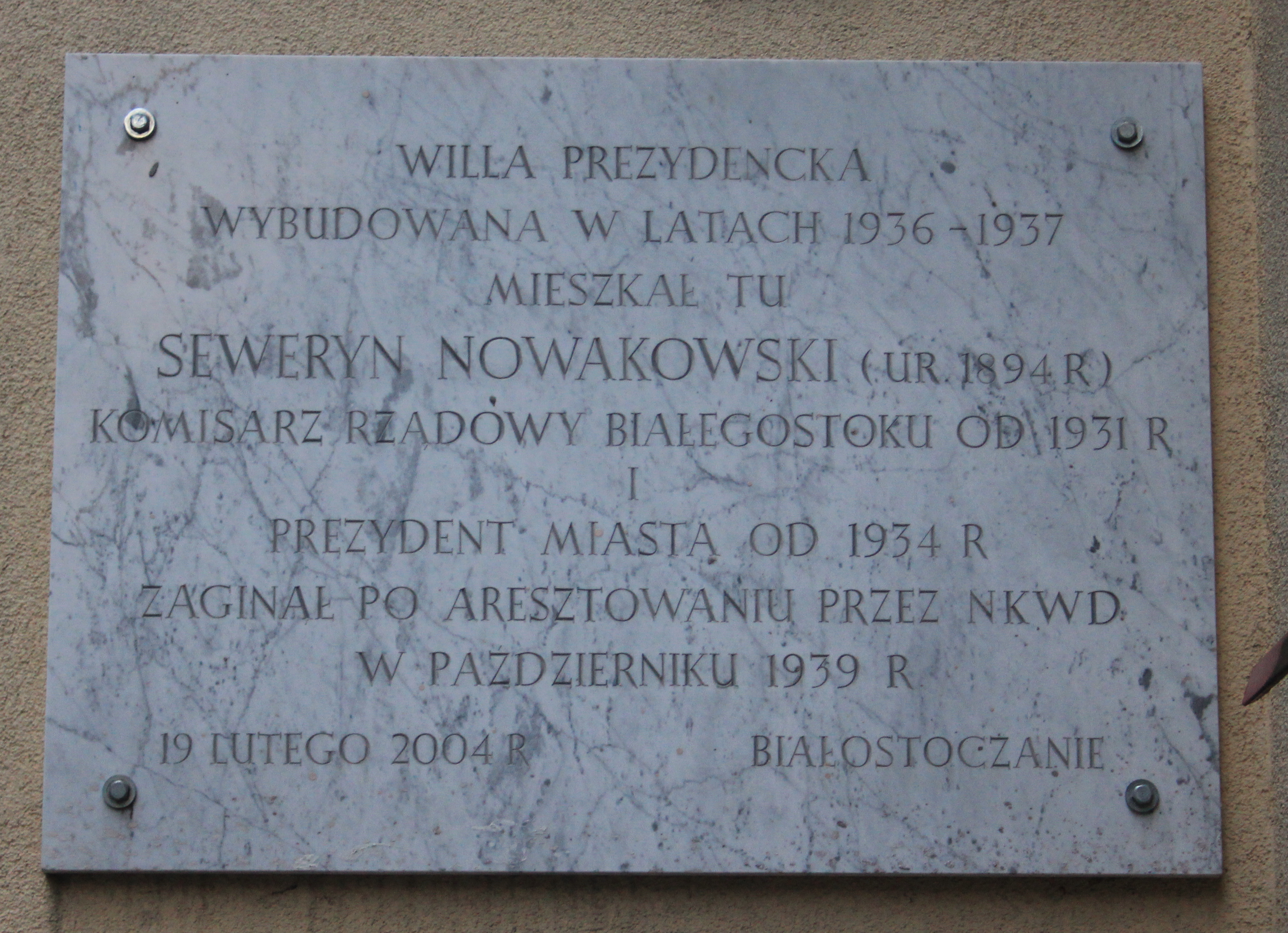
Tablica upamiętniająca Seweryna Nowakowskiego, na willi prezydenckiej jego imienia w Białymstoku

## Życiorys
Studiował na wydziale prawa Uniwersytetu Warszawskiego, po wybuchu I wojny światowej przebywał w Kijowie. Następnie studia kontynuował na wydziale prawa Uniwersytetu Moskiewskiego. Do Polski powrócił prawdopodobnie w 1919 r. z transportem Czerwonego Krzyża i zamieszkał w Piotrkowie Trybunalskim. Wstąpił do Polskiej Partii Socjalistycznej. Został wybrany na stanowisko ławnika, czyli etatowego pracownika w Zarządzie Miejskim w Piotrkowie Trybunalskim, które pełnił do 30 grudnia 1928. Od 1927 do listopada 1930 r. był szefem wydziału finansowego i administracyjnego.  
Wiosną 1931 r. desygnowany przez premiera na stanowisko komisarza rządowego w Białymstoku. Na stanowisku tym pozostał do 1934 r., kiedy to został tymczasowym Prezydentem miasta Białegostoku. W 1935 po zwycięstwie w wyborach samorządowych objął stanowisko Prezydenta miasta. Przed wyborami parlamentarnymi do Sejmu RP w 1935 został mianowany komisarzem wyborczym w okręgu wyborczym nr 40.
W październiku 1939 został aresztowany przez NKWD i osadzony w więzieniu w Białymstoku, a stąd wywieziony do ZSRR. Od tej pory nie było na jego temat żadnych wieści. Jego grób symboliczny znajduje się na cmentarzu Powązkowskim w Warszawie (kwatera 20-1-17,18).

## Ordery i odznaczenia
- Złoty Krzyż Zasługi (11 listopada 1934)[5]

## Upamiętnienie
19 lutego 2004 r. na Willi Prezydenckiej w Białymstoku przy ul. Akademickiej 26 umieszczono tablicę pamiątkową poświęconą Sewerynowi Nowakowskiemu.
Jedna z ulic w Białymstoku nosi imię Seweryna Nowakowskiego.
Seweryn Nowakowski był patronem Publicznego Gimnazjum Nr 6 z Oddziałami Dwujęzycznymi w Białymstoku.
W ramach obchodów stulecia niepodległości Polski oraz w nawiązaniu do obchodów ustanowionego przez Radę Miasta Białegostoku Roku Seweryna Nowakowskiego, Ryszarda Kaczorowskiego i Feliksa Filipowicza od 22 listopada 2019 do 16 lutego 2020 r. w BOK–Centrum im. Ludwika Zamenhofa w Białymstoku można było obejrzeć wystawę poświęconą ostatniemu przedwojennemu prezydentowi Białegostoku – Sewerynowi Nowakowskiemu.
16 września 2021 r. w Muzeum Pamięci Sybiru w Białymstoku powołano Instytut Badawczy im. Seweryna Nowakowskiego. Podpisy pod aktem założycielskim złożyli: Prezydent Białegostoku Tadeusz Truskolaski, dyrektor Muzeum Pamięci Sybiru prof. Wojciech Śleszyński i Krystyna Nowakowska – synowa Seweryna Nowakowskiego. 16 września 2024 odsłonięto pomnik w Białymstoku w parku Planty, niedaleko wilii, w której niegdyś mieszkał Nowakowski.